# Шервин, Ральф
Ральф Шервин (фр. Ralph Sherwin; 19 октября 1550, Rodsley, Дербишир — 1 декабря 1581, Тайберн, Лондон) — святой Римско-католической церкви, священник, мученик.

## Биография
Ральф Шервин родился 19 октября 1550 года в деревне Родсли, графство Дербишир. Образование получил в Итонском колледже. 2 июля 1574 года Ральф Шервин получил научную степень магистра искусств. В 1575 году Ральф Шервин перешёл в католичество и иммигрировал во Францию, где в городе Дуэ после окончания английского колледжа 23 марта 1577 года был рукоположён в священника. 2 августа 1577 года Ральф Шервин переехал в Рим, где жил в английском колледже до 1580 года.
18 апреля 1580 года Ральф Шервин вместе с тринадцатью священниками нелегально прибыл в Англию. 9 ноября 1580 года он был арестован во время богослужения в католическом храме святого Николая в Лондоне и отправлен в заключение в лондонскую тюрьму Маршалси. 4 декабря 1580 года его перевели в Тауэр, где он был подвергнут пыткам. Проведя год в Тауэре он предстал перед судом, который обвинил его в государственной измене и 20 ноября 1581 года он был приговорён к смертной казни. 1 декабря 1581 года его казнили через повешение и последующее четвертование.

## Прославление
Ральф Шервин был беатифицирован 15 декабря 1921 года римским папой Пием XI и канонизирован в 25 октября 1970 году римским папой Павлом VI в группе 40 английских и уэльских мучеников.
День памяти в Католической церкви — 25 октября.

## Источник
- Blessed Ralph Sherwin, Catholic Encyclopedia, New York: Robert Appleton Company. 1913.